# Parkrandgebouw
Parkrandgebouw is een flatgebouw in Amsterdam Nieuw-West.
Het gebouw staat in Geuzenveld aan de Dr. H. Colijnstraat. Hier stonden rond 1956 enkele woonblokken. Deze waren begin 21e eeuw uitgewoond, in combinatie met vaak betonrot en schimmelvorming door slechte ventilatie. Er werd niet voor gekozen de woningen te renoveren, maar te slopen en plaats te laten maken voor nieuwbouw. Aan het architectenbureau MVRDV werd door Woningbouwvereniging Het Oosten (later na fusie Het Oosten Kristal genoemd) de opdracht gegeven om te komen tot nieuwbouw, die veel woningen zou herbergen, maar tevens het open karakter van een tuinstad met zich mee zou brengen. De oudbouw zorgde voor een scheiding tussen woonwijk en het Eendrachtspark, die scheiding moest opgeheven worden. MVRDV kwam een combinatie van flatgebouw en torenflats. Het geheel staat op een gemeenschappelijke sokkel waarin een parkeergarage is ondergebracht. Daarboven rijzen vijf torenflats omhoog (aangeduid met de letters V, W, X, Y, Z, ontworpen door Thonik) van elf verdiepingen. Tussen alle bovenste twee etages lijkt een woonbalk te lopen van twee woonlagen. Daarmee kreeg het gebouw het uiterlijk van een flatgebouw waaruit enkele delen zijn weggehaald, waarmee een ruimtelijke blik ontstond. Om die grote open ruimten, binnenpleinen, optisch te verkleinen werd aan kunstenaar Richard Hutten gevraagd met ideeën te komen. Hutten kwam met kroonluchters, schemerlampen, bloempotten, etc.  (van groot formaat) om die binnenkamers de vorm te geven van de huis-, speel- of eetkamers in de flats. 
Er werd van eind 2004 tot en met voorjaar 2007 door Ballast Nedam aan het gebouw van Jacob van Rijs gewerkt, de kosten bedroegen rond de 44 miljoen euro. Bij de oplevering bevatte het gebouw 223 woningen. De buitenwanden van de open ruimten zijn betegeld door tegels van de Koninklijke Tichelaar Makkum. Zij fabriceerden vorstbestendige geglazuurde tegels in de kleuren wit en zwart, afgewisseld door wat de fabriek zelf omschreef als druppelglazuur.

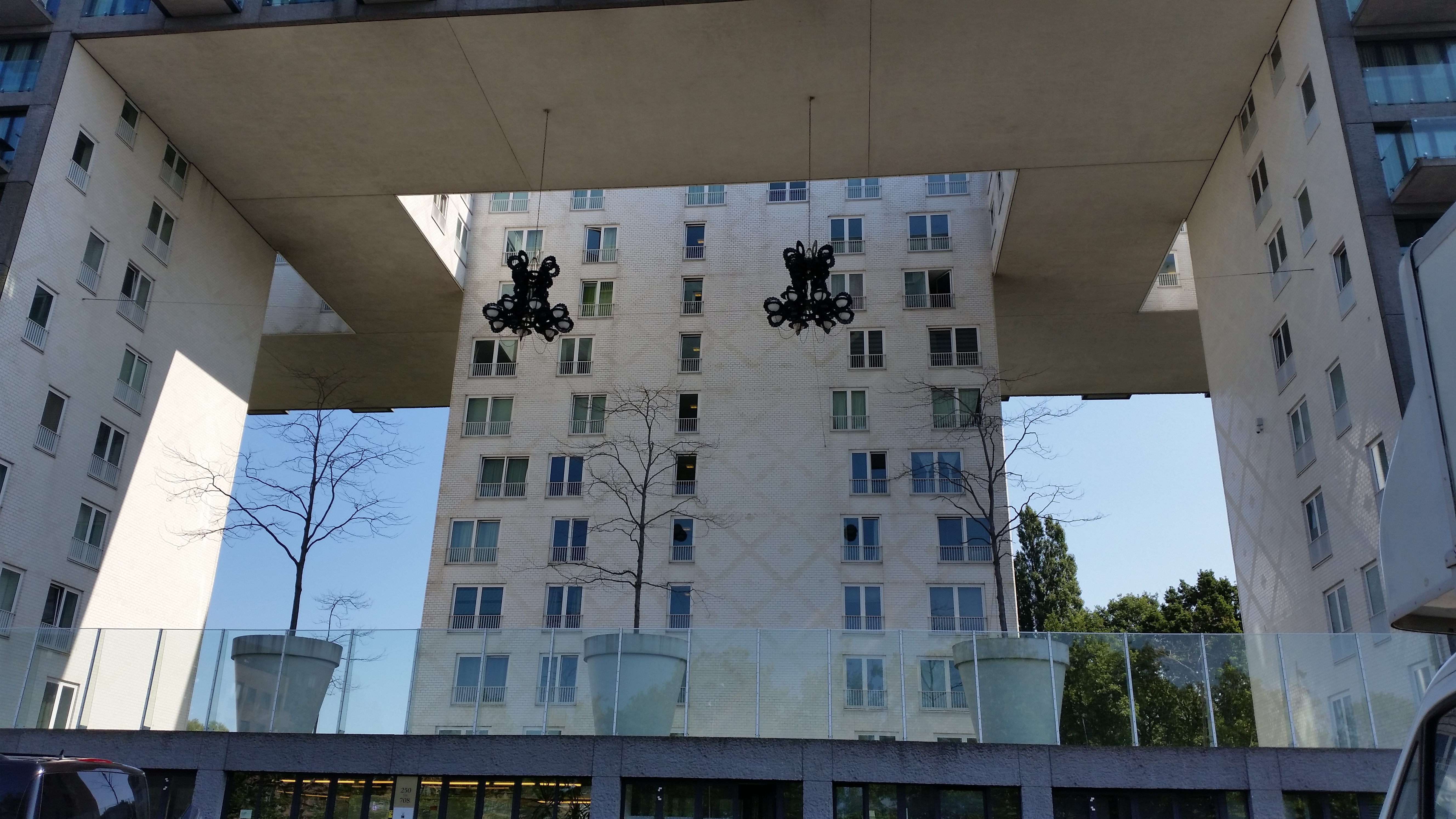
Kroonluchters en bloempotten (2018)